# La Sandunguera (canção)
"La Sandunguera" é uma canção gravada pela artista musical argentina Nathy Peluso, gravada para seu EP de estreia com mesmo nome (2018). A faixa foi lançada como primeiro single do EP em 6 de fevereiro de 2018.

## Vídeo musical
O videoclipe para "La Sandunguera" foi dirigido por Javier Díaz, com direção de arte por Andrea Gandarillas, com cerca de 20 profissionais envolvidos na produção. Foi patrocinado por empresas como Puma, Thunder Bitch e MAC Cosmetics. A produtora espanhola Hawai Films foi a responsável pela produção do vídeo musical da canção. Ela trabalhou em videoclipes como "Lo Siento", do cantor espanhol Beret e da cantora mexicana Sofía Reyes, e "Llorando en la Limo", do rapper espanhol C. Tangana.

## Apresentações ao vivo
Em 27 de maio de 2018, Nathy realizou a primeira e única apresentação televisionada do single na 6.ª edição do talent show espanhol Fama, ¡a bailar!. Em 30 de agosto, ela participou de uma sessão musical da empresa austríaca Red Bull, onde cantou faixa juntamente com "Hot Butter". A canção ainda foi inserida no repertório da La Sandunguera Tour, segunda turnê — e a primeira mundial — da cantora, que teve início em abril de 2018 e se estendeu até fevereiro de 2020. Esta turnê proporcionou Peluso a apresentar "La Sandunguera" em grandes festivais como o Primavera Sound, o BBK Live e o Sónar.

## Desempenho comercial
A canção entrou na parada diária espanhola (9º lugar) e argentina (50º lugar) de músicas virais do Spotify, além de alcançar a 16ª. posição na parada semanal do Spotify espanhol. Além disso, "La Sandunguera" figurou no ranking de hip-hip/rap da Apple Music na Venezuela (3º lugar) e no Uruguai (72º lugar). Na parada de faixas latinas do serviço de streaming, a música foi destaque em 10 países, tendo entrado no Top 100 de 7. "La Sandunguera" é a segunda canção de Nathy com o maior número de streams no YouTube (21 milhões) e no Spotify (15 milhões).

## Lista de faixas
| Download digital |                  |                              |         |  |
| N.º              | Título           | Compositor(es)               | Duração |  |
| 1.               | "La Sandunguera" | Nathalia Peluso Pedro Campos | 3:25    |  |

## Prêmios e indicações
| Ano  | Prêmio                            | Categoria       | Resultado | Ref.   |
| ---- | --------------------------------- | --------------- | --------- | ------ |
| 2019 | Premios a la Musica Independiente | Canción del Año | Indicado  | [ 10 ] |
| 2019 | Premios a la Musica Independiente | Mejor Videoclip | Indicado  | [ 10 ] |